# Evelio Javier
Evelio Bellaflor Javier (14 de octubre de 1942 - 11 de febrero de 1986) fue un joven gobernador de la provincia de Antique en Filipinas y opositor a la dictadura del presidente Ferdinand Marcos. Su asesinato el 11 de febrero de 1986 fue una de las causas que provocó la Revolución del Poder del Pueblo que derrocó a Marcos. El hermano de Evelio Javier, Exequiel Javier, fue congresista de 1987 a 1998 y de 2001 a 2010 y gobernador de 1998 a 2001 y de 2010 a 2015.

## Primeros años y matrimonio
Evelio Javier nació el 31 de octubre de 1942, en Barangay Lanag (ahora Brgy. Evelio Javier), Hamtic, Antique, sus padres fueron Everardo Autajay Javier (Moscoso), un fiscal y Feliza Bellaflor, una maestra. Terminó la escuela primaria en la San Jose Elementary School en San José (Antique) y se graduó de la escuela secundaria con los primeros honores y en la Universidad Ateneo de Manila. Allí recibió su Licenciatura en Historia y Gobierno y obtuvo su Licenciatura en Leyes en la Facultad de Derecho del Ateneo en 1968.  Pasó el examen de abogados en 1968 antes de convertirse en profesor universitario en el Ateneo, se convirtió en un abogado exitoso y entró en la política. Fue miembro de la Orden Fraternal de Utopía de la Facultad de Derecho. .
Se casó con Precious Bello Lotilla, hija de Vicente Lotilla y Angelina Bello, en Manila el 29 de diciembre de 1968. Tuvieron dos hijos, Francis Gideon Everardo y David Ignatius..

## Gobernador de Antique
Javier se presentó a gobernador de Antique y ganó en 1971 con uno de los mayores márgenes de la historia, lo que le convirtió, a la edad de 28 años, en el gobernador más joven de Filipinas. No volvió a presentar a las elecciones de 1980. En cambio, se graduó en la Escuela de Gobierno JFK en la Universidad de Harvard en 1981 con una beca, donde obtuvo un máster en Administración Pública.
En 1984, se presentó a asambleísta en el Batasang Pambansa, y perdió. Aunque cinco años después de su muerte, fue declarado ganador por el Tribunal Supremo de Filipinas.

## Las elecciones de mayo de 1984
Evelio Javier se postuló para el cargo público durante las elecciones de 1984, pero perdió. Evelio Javier era conocido por ser el favorito de la multitud de la que se ganó los corazones de la gente de su provincia. Arturo Pacificador, un miembro del partido Kilusang Bagong Lipunan (KBL), fue su competencia y se sabía que tenía muchas personas poderosas que lo apoyaban.
El calor de la competencia entre los dos culminó durante la víspera de las elecciones del 13 de mayo de 1984. Algunos partidarios de Evelio Javier fueron encontrados muertos y se sospechó que el ataque provino de los hombres de Pacificador.
Durante las elecciones, se sabía que existían muchos métodos para comprometer los resultados de la votación, como la compra de votos y la amenaza de los votantes. Esto no solo sucedió en el nivel nacional, sino también en las elecciones locales. En la provincia de Antique, las papeletas de quienes votaron en las ciudades de Caluya, Cabate, Tibiao, Barbaza, Laua-an y también de San Remigio no se colocaron en sus urnas.
Después del conteo de las papeletas, Arturo Pacificador ganó como asambleísta por Antique. Pero Javier pidió reprender la decisión a la comisión electroral debido a las sospechas de comprometer los resultados de las elecciones.

## Asesinato
A las 10:00 de la mañana del 11 de febrero de 1986, tres o cuatro hombres armados enmascarados que viajaban en un jeep Nissan Patrol fueron al edificio del Nuevo Capitolio en San José, Antique. Mientras Evelio Javier estaba hablando con sus amigos en los escalones frente al edificio del capitolio, los hombres armados enmascarados abrieron fuego.
El News Today en el vigésimo aniversario informaba: "Mientras el cadáver postrado de Javier yacía sobre el cemento húmedo de la cabina de confort, otro pistolero, que anhelaba matar, se desenmascaró y se hizo un chillido. Grito - "¿Puedes reconocerme? ¡Levántate y pelea! "Con lo cual, lanzó el golpe de gracia dirigido a la cabeza ..." Su cuerpo tenía 24 heridas de bala.
La revista Time informó que muchos de los partidarios de Javier culpaban a Arturo Pacificador por el asesinato.
En el día de su entierro en San José de Buenavista, Antique, miles de dolientes siguieron su procesión fúnebre al cementerio vistiendo camisas amarillas con bandas amarillas atadas a las muñecas. Durante la procesión al cementerio tocaron su canción favorita, "The Impossible Dream" de The Quest. Miles de antiqueños mostraron su enojo y tristeza al clamar "¡Justicia para Evelio! ¡Te amamos!" el día de su muerte.

## Revolución del Poder del Pueblo
El asesinato de Evelio Javier, el 11 de febrero de 1986, impulsó la Revolución del Poder del Pueblo que ocurrió semanas más tarde, el sábado 22 de febrero de 1986, que derrocó a Ferdinand Marcos e hizo a Corazón Aquino la presidenta de Filipinas. El cuerpo de Evelio se procesionó a través de Manila, pasando por la Universidad Ateneo de Manila, donde tenía miles de amigos y colegas, días antes de la revolución del 22 de febrero.

## Legado
El día de su asesinato ahora está marcado como el Día del Gobernador Evelio B. Javier y es un día festivo público especial en las provincias de Antique, Capiz, Aklan e Iloilo, las cuatro provincias de la isla de Panay.
En San José de Buenavista, el aeropuerto Evelio Javier Airport, el complejo deportivo Evelio B. Javier Memorial Sports Complex, el parque EBJ Freedom Park y una escuela  fueron llamados así en su honor.